# Юрій Кох (письменник)
Юрій Кох (в.-луж. Jurij Koch; 15 серпня 1936, село Гурки, Лужиця, Німеччина) — серболужицький письменник і перекладач. Пише верхньолужицькою та нижньолужицькою мовами. Перекладав зокрема українську поезію.

## Біографія
Народився 15 серпня 1936 року в селі Гурки у Верхній Лужиці. У школу ходив шість років в селі Хросшиці, щодня долаючи пішки шість кілометрів в один бік, потім — в Будишині й Хочебусі. У 1960 році закінчив Лейпцизький університет, у 1965 — Вищу театральну школу в Лейпцизі.

## Творчість
Автор новели «Єврейка Гана» (1958), повісті «Між сімома мостами» (1968, про соціальні перетворення в серболужицькому селі), збірки віршів «Вуличний концерт» (1965), п'єс «Останній іспит» (1973), «Фріцо і Майка» (1979), «Мисливець Баголя» (1982) та інших, збірок оповідань «Тиждень вдома» (1976), «Самотній Непомук» (1980), романів «Роза-Марія» (1975), «Приземлення мрії» (видано німецькою мовою 1982, верхньолужицькою мовою 1983 під назвою «Повернення мрії»), кіносценаріїв. Видав книжку репортажів про СРСР «Подорож на Схід» (1969).
Переклав окремі твори В. Сосюри, Д. Павличка, І. Драча, М. Вінграновського, Л. Костенко, Р. Братуня, М. Ільницького, О. Сенатович, М. Петренка, Р. Кудлика, Ю. Малявського. Ряд творів Коха переклали М. Вінграновський, М. Ільницький, Р. Кудлик, Р. Лубківський, В. Лучук, Ю. Малявський, Г. Мовчанюк, І. Ющук.

## Українські переклади
- Вірші в кн.: Поезія лужицьких сербів. — К., 1971.
- Дивна любов. В книзі: Дивна любов. Оповідання лужицьких письменників. — К., 1984.